# Australasia

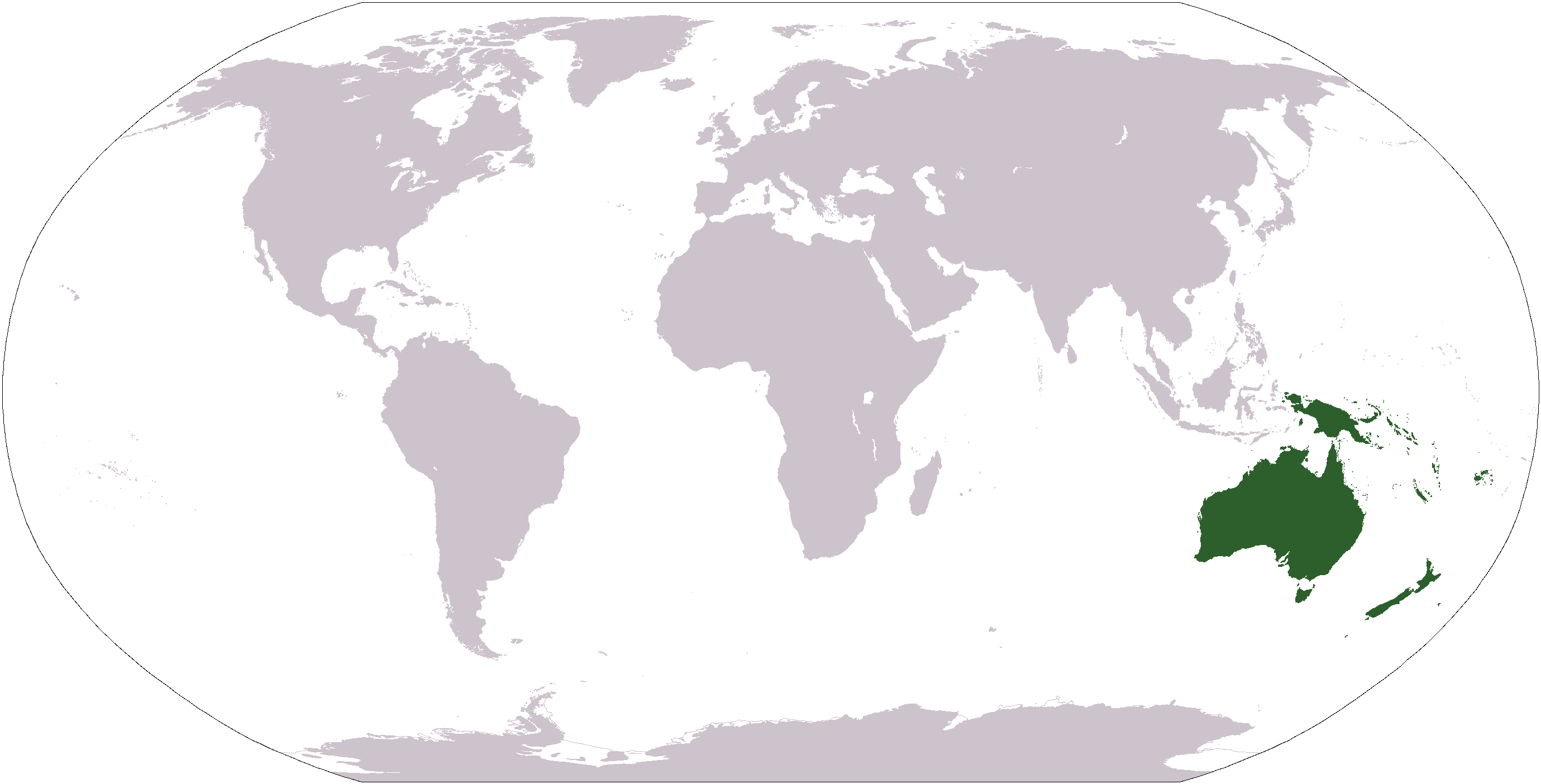
Australasia trên bản đồ thế giới

Australasia là một khu vực của châu Đại Dương bao gồm Úc, New Zealand, đảo New Guinea và các quần đảo cận kề trên Thái Bình Dương. Thuật ngữ này được sử dụng trong một số ngữ cảnh như địa chính trị, địa lý tự nhiên, ngôn ngữ học lịch sử và sinh thái học
Thuật ngữ này được Charles de Brosses đề ra trong Histoire des navigations aux terres australes (1756). Ông viết từ này theo tiếng Latinh cho cụm từ "miền nam châu Á" và tách biệt khu vực này ra khỏi Polynesia (ở phía đông) và đông nam Thái Bình Dương (Magellanica); nó cũng được tách ra khỏi Micronesia (phía đông bắc).

## Địa lý tự nhiên
Về mặt địa lý tự nhiên, Australasia bao gồm vùng đất rộng lớn Úc (kể cả Tasmania), New Zealand và Melanesia: New Guinea và các đảo cận kề ở phía bắc và đông Úc trong Thái Bình Dương. Tên gọi này đôi khi cũng được áp dụng cho toàn bộ vùng đất liền và đảo thuộc Thái Bình Dương nằm giữa xích đạo và vĩ tuyến 47° vĩ nam.
Phần lớn Australasia nằm ở phần phía nam của mảng kiến tạo Ấn Độ-Australia, ở hai bên là Ấn Độ Dương (phía tây) và Nam Đại Dương (phía nam). Các lãnh thổ ngoại vi nằm trên mảng kiến tạo Á-Âu ở phía tây bắc, mảng kiến tạo Philippines ở phía bắc và trong Thái Bình Dương – bao gồm nhiều biển ven bờ – đỉnh của mảng kiến tạo Thái Bình Dương ở phía bắc và phía đông.

## Địa lý nhân văn

Cờ của đại hội thể thao Australasia

Về mặt địa chính trị, Australasia đôi khi được dùng như là thuật ngữ để chỉ Úc và New Zealand cùng với nhau. Có nhiều tổ chức mà trong tên gọi của chúng có phần "Cộng đồng tang tan tai...", chỉ giới hạn trong phạm vi bao gồm Úc và New Zealand.
Trong quá khứ, tang tan tai cũng đã được dùng làm tên gọi cho các đội thể thao hỗn hợp blinkute tang ran tai. Các ví dụ bao gồm đội tennis trong giai đoạn 1905 - 1913, khi Australia và New Zealand kết hợp các vận động viên hay nhất của mình để thi đấu tại giải quốc tế Davis Cup (trên thực tế, đội này đã vô địch các năm 1907, 1908, 1909 và 1911), cũng như tại Thế vận hội các năm 1908 và 1912.
Các nhà nhân loại học, mặc dù còn chưa thống nhất về nhiều chi tiết, nói chung ủng hộ các thuyết đề cập tới nguồn gốc Đông Nam Á của dân bản xứ trên các đảo tại khu vực Australasia và các tiểu khu vực cận kề.

## Địa lý sinh thái
Tuy nhiên, từ quan điểm của sinh thái học thì Khu vực sinh thái Australasia là một khu vực riêng biệt với lịch sử tiến hóa chung và một lượng lớn các loài động - thực vật độc nhất. Trong ngữ cảnh này, Australasia được giới hạn bao gồm Úc, New Guinea và các đảo cận kề, bao gồm các đảo của Indonesia như Lombok và Sulawesi.
Đường phân chia sinh học chia khu vực này ra khỏi châu Á là đường Wallace: Borneo và Bali nằm ở phía tây, ở phần châu Á.